# Albert Koenig
Albert Koenig (König) fue un óptico alemán. 
Nació el 16 de agosto de 1871 en Plettenberg. Su tesis doctoral de 1894 trató sobre la difracción espectral de Fresnel y fue supervisada por Ernst Abbe. Ese mismo año comenzó a trabajar para la Zeiss, ocupándose del diseño de la óptica de telescopios, telémetros y otros instrumentos. 
Falleció el 30 de abril de 1946 en Jena.
- Datos: Q5662635